# BAE Systems Inc.
BAE Systems Inc. (anteriormente BAE Systems Norteamérica) es una empresa filial de propiedad estadounidense de la compañía de defensa británica, seguridad e industria aeroespacial BAE Systems plc, la segunda mayor compañía de defensa del Mundo. La empresa filial estadounidense emplea aproximadamente a 30 000 trabajadores dentro de las fronteras de los Estados Unidos de América, y emplea a varios miles más en Israel, Sudáfrica, Suecia y el Reino Unido. Las principales líneas comerciales de BAE Systems Inc. incluyen equipos de guerra electrónica, detección y telecomunicaciones; vehículos blindados de combate, sistemas de artillería; armamento naval, reparación de buques de guerra, servicios de seguridad informática, ciberseguridad e inteligencia militar.
Con unos ingresos anuales de $ 10 mil millones de dólares estadounidenses, BAE Systems Inc. contribuye con más de un tercio de los ingresos globales de la empresa matriz y generalmente se encuentra entre los principales proveedores del Pentágono. BAE opera bajo un acuerdo de seguridad especial con una junta directiva separada de la empresa matriz con sede en Londres, Reino Unido, para asegurar la protección de la información delicada con respecto a los programas de los Estados Unidos, en los que BAE participa. Debido a que consiste en una gran parte de empresas estadounidenses heredadas, BAE Systems Inc. tiene más participación en dichos programas sensibles que cualquier otra empresa de propiedad extranjera. BAE Systems Inc. está dirigida por el presidente y director ejecutivo Jerry DeMuro y tiene su sede en el Condado de Arlington, en el gran estado de Virginia. Mantiene ubicaciones operativas en 38 estados, con concentraciones especialmente grandes en las regiones noreste y sudeste de los Estados Unidos. La empresa posee más de 2000 patentes y es un jugador dominante en muchos de los mercados a los que se dirige su actividad económica. Por ejemplo, construye los sistemas de guerra electrónica para el avión de caza Lockheed Martin F-35 Lightning II; produce todos los vehículos de los equipos de combate de las brigadas blindadas del Ejército de los Estados Unidos, excepto el tanque Abrams M1; y es el mayor proveedor de servicios de reparación de buques de guerra de la Armada estadounidense.

## Historia
846/5000
La compañía se creó el 30 de noviembre de 1999. En esta fecha, Marconi Electronic Systems (MES) y British Aerospace (BAe) se fusionaron para formar BAE Systems. Sus respectivas subsidiarias en los Estados Unidos, Marconi North America y British Aerospace North America, se fusionaron de manera similar para formar BAE Systems North America.
En el Informe Anual 2003 de la compañía, el presidente resume la estrategia de BAE Systems desde la fusión; "En los últimos años, BAE Systems ha experimentado una transformación radical de un fabricante de aviones con sede en el Reino Unido a un negocio de sistemas de amplia base. A través de esta transformación, la compañía ha logrado una cartera y una distribución geográfica más equilibradas".
BAE Systems North America pasó a llamarse BAE Systems Inc. en 2005 tras una importante reorganización de BAE Systems plc como resultado de las transacciones de Eurosystems (SELEX Sistemi Integrati) y UDI. 

### Expansión
BAE describió la razón de ser de la expansión en los Estados Unidos; "Es el mayor mercado de defensa con un gasto cercano al doble del de las naciones de Europa occidental combinadas. Es importante destacar que la inversión estadounidense en investigación y desarrollo es significativamente más alta que en Europa occidental". Cuando Dick Olver fue nombrado presidente en julio de 2004, ordenó una revisión de los negocios de la compañía que descartaba nuevas adquisiciones o empresas conjuntas europeas y confirmó un "sesgo estratégico" para la expansión y la inversión en los EE. UU.
En 1999, la parte más importante de la recientemente creada BAE Systems North America fue Tracor, que fue adquirida por Marconi North America en 1998. Desde 1999, casi todo el crecimiento de BAE Systems se ha concentrado en los EE. UU. BAE Systems North America ha crecido hasta el punto de que sus ventas al Departamento de Defensa (estadounidense) han superado a las de su matriz ante el Ministerio de Defensa (británico). BAE Systems es, de lejos, el mayor inversor extranjero en la industria de defensa de Estados Unidos. Con los lazos políticos y militares que existen entre los Estados Unidos y el Reino Unido, BAE Systems ha tenido poca oposición a las adquisiciones de importantes contratistas de defensa de los Estados Unidos. En abril de 2000, BAE adquirió Lockheed Martin Control Systems (LMCS), un fabricante de controles electrónicos para aeronaves, vehículos espaciales y la industria del transporte por US $ 510 millones. LMCS pasó a llamarse BAE Systems Platform Solutions. En noviembre de 2000, BAE Systems adquirió Lockheed Martin Aerospace Electronic Systems, una compañía de sistemas de defensa que incluía a Sanders, Fairchild Systems y Lockheed Martin Space Electronics & Communications. Tras una reorganización interna, la división se convirtió en BAE Systems Electronics & Integrated Solutions (E & IS). Esta adquisición fue descrita por John Hamre, director general del Centro de Estudios Estratégicos e Internacionales y exsubsecretario de Defensa, como "establecimiento de precedente" dada la naturaleza avanzada y clasificada de muchos de los productos de esa compañía

En diciembre de 2002, BAE Systems completó su adquisición de Condor Pacific, Inc. por $ 58.5 millones. Condor Pacific era un fabricante de sensores y sistemas de guía para la industria aeroespacial.

En 2003 BAE Systems adquirió Advanced Power Technologies, Inc. (APTI), una empresa de explotación de datos y proveedor de soluciones de comunicaciones y redes, por $ 27 millones. APTI se fusionó en E & IS. En marzo de 2003, BAE Systems adquirió MEVATEC, un proveedor de "servicios técnicos profesionales", que pasó a llamarse BAE Systems Analytical & Ordnance Solutions.
En 2004, BAE Systems compró STI Government Systems, un proveedor de "fotónica, tecnologías de la información, integración de sistemas ... y una variedad de servicios a otras agencias gubernamentales en áreas como mapeo de contaminación y búsqueda y rescate". STI ahora es parte de la división CNIR de BAE Systems E & IS. En agosto de 2004, BAE Systems adquirió Boeing Commercial Electronics (ahora parte de la unidad Platform Solutions de BAE Systems E & IS). En septiembre de 2004, BAE anunció la adquisición de la empresa de tecnología DigitalNet Holdings Inc. El acuerdo se completó el 25 de octubre de 2004 por aproximadamente $ 600 millones y la empresa se fusionó con la recientemente creada BAE Systems Information Technology. También en septiembre de 2004, BAE anunció que adquiriría ALPHATECH, una empresa de procesamiento de imágenes y señales con sede en Massachusetts. ALPHATECH pasó a llamarse BAE Systems Advanced Information Technologies.
El 7 de marzo de 2005 BAE anunció la adquisición de United Defense, un importante fabricante de vehículos de combate, artillería y cañones navales. La adquisición recibió la aprobación regulatoria del Comité de Inversión Extranjera en los Estados Unidos el 18 de abril de 2005 y se completó el 24 de junio. BAE recibió grandes contratos como resultado de las adquisiciones de UDI y Armor Holdings; por ejemplo, $ 1.100 millones en trabajos de remodelación y modernización, un pedido en enero de 2008 para vehículos medianos protegidos contra minas (MMPV) que podrían ganar hasta $ 2.3bn, y un contrato de $ 2,24 billones para vehículos protegidos contra emboscadas (MRAP) resistentes a minas diciembre de 2007.
El 12 de diciembre de 2007, BAE anunció la adquisición de MTC Technologies, con sede en Dayton, Ohio. La compra se finalizó en junio de 2008.

## Productos

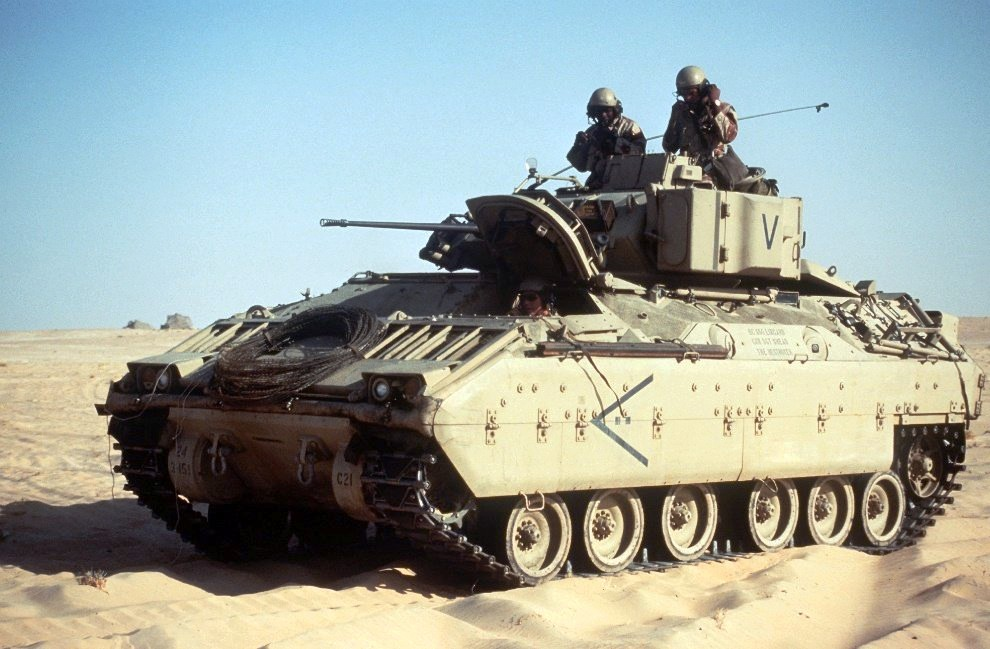
La compra por parte de BAE de $ 4,200 millones de United Defense en 2005 añadió la familia de vehículos blindados M2/M3 Bradley a su línea de productos.

El grupo empresarial de Electrónica, Inteligencia y Soporte de la compañía proporciona sistemas de comunicación, identificación electrónica, navegación y guía, soluciones de guerra centradas en la red y servicios de soporte. Dichos productos incluyen los sistemas de guerra electrónica para los cazas F-22 Raptor y F-35 Lightning II, sistemas de defensa antimisiles, contramedidas para aviones militares y comerciales y el sistema de propulsión HybriDrive.
BAE Systems Land & Armaments fabrica vehículos de combate blindados, vehículos tácticos de ruedas, cañones navales, lanzadores de misiles, sistemas de artillería y municiones, además de proporcionar soporte y actualización de sus productos.

## Organización
BAE Systems Inc, que anteriormente estaba compuesta por BAE Systems Land & Armaments y BAE Systems Electronics, Intelligence & Support groups, se reorganizó a mediados de 2010. La nueva estructura está compuesta por dos sectores y cuatro unidades de negocios. El Sector de Productos está formado por las unidades de Sistemas Electrónicos y de Tierra y Armamento, mientras que el Sector de Servicios está compuesto por las unidades de Soluciones de Inteligencia y Seguridad y Soporte.

## Información financiera
| Año Final | Facturación (£ millones) | % de facturación del grupo | EBITA (£m) | % del grupo EBITA |        |
| --------- | ------------------------ | -------------------------- | ---------- | ----------------- | ------ |
| 2009      | 12,375                   | 55.2%                      | 1,178      | 53.1%             | [ 14 ] |
| 2008      | 10,866                   | 58.6%                      | 1,072      | 56.5%             | [ 15 ] |
| 2007      | 7,453                    | 47.4%                      | 741        | 50.2%             | [ 13 ] |
| 2006      | 6,122                    | 44.5%                      | 597        | 49.5%             | [ 16 ] |
| 2005      | 4,967                    | 32.2%                      | 366        | 31.0%             | [ 17 ] |

## Gobierno corporativo
Jerry DeMuro reemplazó a Linda Hudson como Directora de Operaciones, BAE Systems plc, y Presidenta y CEO de BAE Systems Inc. en enero de 2014.
Según su Acuerdo Especial de Seguridad, BAE Systems Inc. opera como una unidad de negocios semiautónoma dentro de BAE Systems controlada a nivel local por la gerencia estadounidense. En mayo de 2006, el CEO de BAE Systems describió el estado "cortafuegos" de BAE Systems Inc: "Los miembros británicos del liderazgo corporativo, incluido yo, podemos ver los resultados financieros, pero muchas áreas de tecnología, producto y programa no son visibles para nosotros ... La SSA nos permite operar en los EE. UU. de manera efectiva como una empresa estadounidense, proporcionando los más altos niveles de garantía e integridad en algunos de los campos más sensibles de la provisión de seguridad nacional ".
Los directores de BAE Systems Inc. son Jerry DeMuro, Tom Arseneault, Dan Gobel, DeEtte Gray, Erwin W. Bieber, Frank Pope, Douglas Belair, Ian T. Graham, Frank Ruggiero, Guy Montminy, Curt Gray, Nick Ruscio y Kristie Cunningham.